# Chi Chi
Chi Chi (chinesisch 姬姬, Pinyin Jī Jī; * 1954 oder 1955 oder 1957 in Sichuan, China; † 22. Juli 1972 in London, Großbritannien) war ein weiblicher Großer Panda, der seit 1958 im London Zoo gehalten wurde.

## Leben
Das Tier wurde im Mai 1955 in Baoxing, Sichuan eingefangen und im Juni in den Zoo Peking verbracht. Im Mai 1957 bestellte das sowjetische Staatsoberhaupt Kliment  Woroschilow während eines China-Besuchs einen Panda für den Moskauer Zoo. Noch im gleichen Monat wurden Chi Chi und ein weiterer Panda nach Moskau gesandt. Die Hoffnung auf Nachwuchs erfüllte sich dort jedoch nicht. Daraufhin wurde Chi Chi im Januar 1958 im Tausch gegen einen Artgenossen an China zurückgegeben.
Im Mai des gleichen Jahres erwarb der österreichische Tierhändler Heini Demmer Chi Chi im Tausch gegen eine größere Zahl afrikanischer Huftiere und brachte sie zurück nach Moskau. Von dort wurde das Pandaweibchen für einige Wochen im August an den Tierpark Berlin ausgeliehen. Der erst wenige Jahre zuvor gegründete Ost-Berliner Tierpark feierte damit einen auch politisch bedeutsamen Prestige-Erfolg gegenüber dem Berliner Zoo im Westteil der Stadt.
Zu dieser Zeit war Chi Chi bereits an den Brookfield Zoo bei Chicago verkauft. Das Finanzministerium der USA untersagte diesen Kauf aber, da ein Handelsembargo gegen „Waren“ aus der Volksrepublik China bestand. Demmer brachte das Tier zunächst vorübergehend im Zoo Frankfurt unter. Danach verlieh er es an den Zoo Kopenhagen. Schließlich kam Chi Chi am 5. September 1958 in London an.
Obwohl zunächst auch hier nur ein Aufenthalt von wenigen Wochen geplant war, erwarb die Zoological Society of London die Pandabärin schließlich als Eigentum des Londoner Zoos. Über viele Jahre war Chi Chi hier eine der wichtigsten Attraktionen. Ein weiterer Aufenthalt von März bis Oktober 1966 im Zoo Moskau, wo ein männlicher Panda gehalten wurde, brachte erneut keinen Zuchterfolg.
Chi Chi starb in London am 22. Juli 1972. Der Körper des Tieres wurde präpariert und ist im Natural History Museum in London ausgestellt.

## Trivia
Das populäre Tier gilt als Inspiration für das von Peter Markham Scott entworfene Logo des WWF.

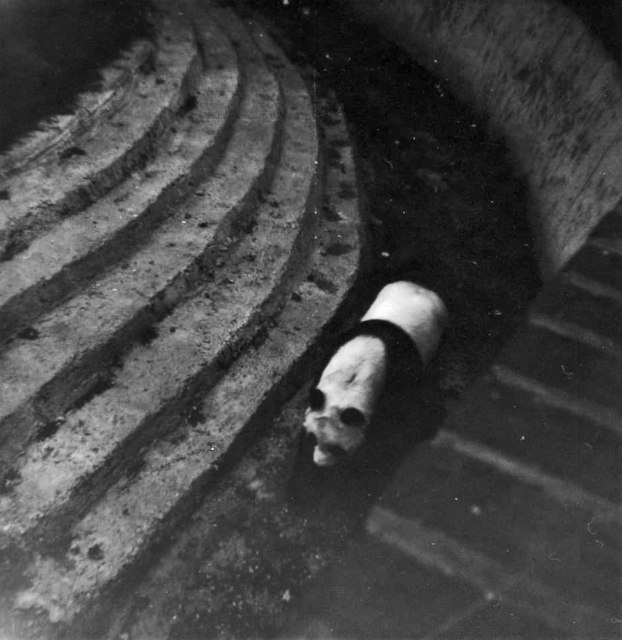
Chi Chi im Londoner Zoo, September 1967
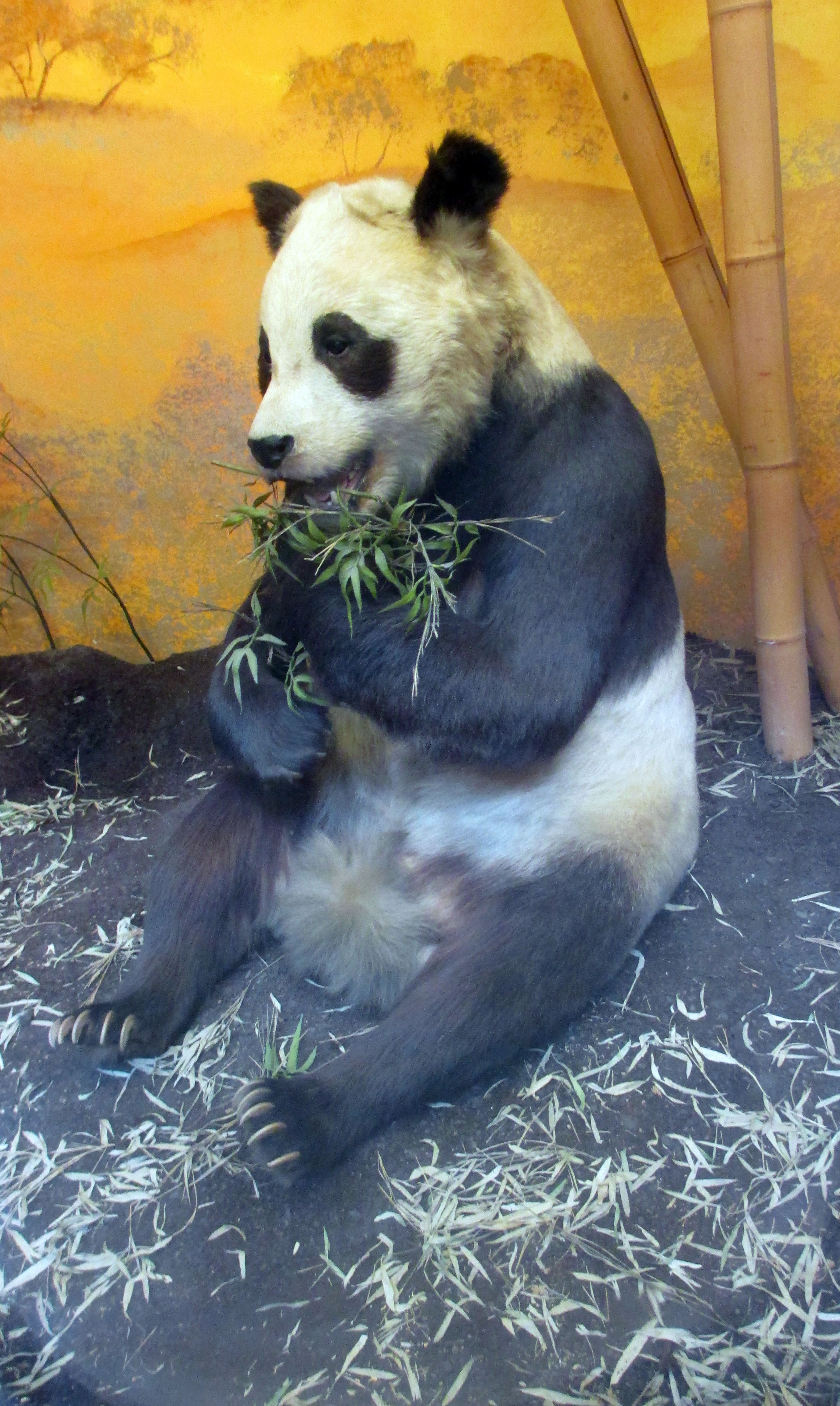
Präparat im Natural History Museum in London
Logo des WWF

## Übersicht: Pandas in Berlin
Die folgende Tabelle gibt eine Übersicht der in zoologischen Einrichtungen der Stadt Berlin gehaltenen Großen Pandas.
| Name              | Lebensdaten                    | Geschlecht | Einrichtung | Zeit in Berlin                        |                                                |
| ----------------- | ------------------------------ | ---------- | ----------- | ------------------------------------- | ---------------------------------------------- |
| Happy             | September 1935 – 10. März 1946 | männlich   | Zoo         | 1939 (63 Tage)                        |                                                |
| Chi Chi           | 1955(?) – 22. Juli 1972        | weiblich   | Tierpark    | 2. bis 26. August 1958                |                                                |
| Tjen Tjen         | (?) – 8. Februar 1984          | weiblich   | Zoo         | 5. November 1980 – 8. Februar 1984    |                                                |
| Bao Bao           | 1978 – 22. August 2012         | männlich   | Zoo         | 5. November 1980 – 22. August 2012    |                                                |
| Yan Yan           | ca. 1985 – 26. März 2007       | weiblich   | Zoo         | 14. April 1995 – 26. März 2007        |                                                |
| Meng Meng         | geb. 10. Juli 2013             | weiblich   | Zoo         | seit 23. Juni 2017                    |                                                |
| Jiao Qing         | geb. 15. Juli 2010             | männlich   | Zoo         | seit 23. Juni 2017                    |                                                |
| Meng Xiang        | geb. 31. August 2019           | männlich   | Zoo         | 31. August 2019 – Mitte Dezember 2023 |                                                |
| Meng Yuan         | geb. 31. August 2019           | männlich   | Zoo         | 31. August 2019 – Mitte Dezember 2023 |                                                |
| Meng Hao „Leni“   | geb. 22. August 2024           | weiblich   | Zoo         | seit 22. August 2024                  | im Berliner Zoo geboren (Mutter ist Meng Meng) |
| Meng Tian „Lotti“ | geb. 22. August 2024           | weiblich   | Zoo         | seit 22. August 2024                  | im Berliner Zoo geboren (Mutter ist Meng Meng) |